# Atlet (företag)
Atlet är ett företag som tillverkar och marknadsför inomhus- och utomhustruckar. Man tillhandahåller också tjänster relaterade till truckar och materialhantering, såsom logistikanalys, utbildning och service. Huvudkontor, tillverkning, utveckling och utbildningslokaler ligger i Mölnlycke, strax utanför Göteborg. Verksamheten är numera en del av Unicarriers som i sin tur är en del av Mitsubishi Logisnext Europe.

## Historia
1950 startade Knut Jacobsson företaget Elitmaskiner i Göteborg som han drev samtidigt som han studerade på Chalmers. 1958 inleddes en satsning på tillverkning av truckar. Företaget tillverkade då truckar för inomhusbruk under namnet Atlet. De första åren tillverkade företaget handstaplare. Runt 1960 dominerades marknaden av ledstaplare och skjutstativtruckar. Knut Jacobsson uppfann då ståstaplaren, som hade en lyftkapacitet jämförbar med skjutstativtrucken, men kunde användas i smalare gångar, tack vare patenterade sidostabilisatorer. 1966 bytte Elitmaskiner namn till Atlet.
Det första kontoret fanns på Korsgatan i centrala Göteborg med tillverkning i en mekanisk verkstad i Kode. Verksamheten växte snabbt och en fabrik uppfördes i Kållered som sedan fick byggas ut. På 1960-talet startade export till bland annat Nederländerna och Storbritannien. 1972 flyttade verksamheten till Mölnlycke till en ny större anläggning.
Under 1970-talet började Atlet utbilda truckförare. Därefter fortsatte teknikutvecklingen med dataprogram för simulering av hanteringslösningar i lager, automatiska truckar och mobilt terminalsystem. Mellan 1988 och 1994 deltog Atlet i ett utvecklingsprojekt i samarbete med läkare och arbetsterapeuter. Det resulterade i Tergo, en skjutstativtruck med ergonomiska lösningar som miniratt och flytande armstöd. Atlet hade dotterbolag i Belgien, Danmark, Frankrike, Norge, Nederländerna, Storbritannien, Sverige, Tyskland och USA. Återförsäljare fanns i ytterligare 36 länder. 
Knut Jacobsson ledde företaget fram till 1995 då Marianne Brismar blev ny vd. Jacobsson blev då styrelseordförande. 2007 köptes Atlet AB av Nissan Forklift, ett dotterbolag till Nissan Motor Company. Atlet ingick från 2013 i Unicarriers som var en sammanslagning av Nissans och Hitachis respektive trucktillverkning. Atlet bytte namn till Unicarriers Manufacturing Sweden AB 2013.
Under 2015 tar Mitsubishi Heavy Industries över hela Unicarriers och bildar Mitsubishi Logisnext, vilka därmed blir världens tredje största truckleverantör.